# 78 Derngate
78 Derngate est une habitation dans le quartier culturel de Northampton en Angleterre, construite en 1815. La maison  est connue pour son agencement intérieur, qui a été largement remodelé en 1916 et 1917 par l'architecte Charles Rennie Mackintosh pour l'homme d'affaires Wenman Joseph Bassett-Lowke. l'édifice est listé Grade II* aux monuments classés d'Angleterre, donc jugé comme édifice particulièrement importants ou d'un intérêt spécial.
En 1926, les Bassett-Lowkes s'installent dans une maison moderne et avant-gardiste conçue par Peter Behrens près d'Abington Park (cette maison est également classée Grade II*).
Entre 1964 et 1993, le bâtiment a été utilisé par la Northampton High School, une école pour filles. Il sert tout d'abord de bureaux, puis comme salles de classe. En 2002, les travaux de restauration de la maison reprennent le design original de Mackintosh. Cette restauration est réalisée sous la direction du cabinet d'architecture John McAslan + Partners.
Après dix-huit mois de travaux, la maison est ouverte au public fin 2003. Des visites guidées en petits groupes ou des visites autoguidées sont disponibles et donnent un aperçu de cet exemple unique d'une maison Mackintosh en Angleterre.